# Jordi Carbó i Ribas
Jordi Carbó i Ribas (Lloret de Mar, 1984) és un exjugador d'hoquei sobre patins català, format al Club Hoquei Lloret, i que jugà durant 7 temporades al Club Patí Vic. Ha sigut internacional amb la selecció estatal i amb la selecció catalana d'hoquei patins.

## Palmarès

### CP Vic
- 2 Copes del Rei / Copes espanyoles (2009 i 2010)
- 1 Supercopa espanyola (2009)

### Selecció catalana
- 3 Golden Cup (2004, 2005 i 2009)
- 1 Campionat d'Espanya Júnior (2004)

### Selecció espanyola
- 1 Campionat Món (sots-18) (2002)
- 1 Copa de les Nacions (2005)
- 2 Eurojúniors (2001 i 2002)
- 1 Copa Llatina sots-23 (2004)